# Anjos do Arrabalde
Anjos do Arrabalde é um filme brasileiro de 1987, dirigido por Carlos Reichenbach. Em novembro de 2015 o filme entrou na lista feita pela Associação Brasileira de Críticos de Cinema (Abraccine) dos 100 melhores filmes brasileiros de todos os tempos.

## Sinopse
O filme conta a história e o cotidiano de três professoras na periferia de São Paulo: Carmo abandona o magistério por pressão do marido machista; Dália sustenta o irmão dependente químico e é vítima de preconceito por causa de sua vida sexual; e Rosa tem um romance com um homem casado e está desiludida da profissão.

## Elenco
- Betty Faria .... Dália
- Clarisse Abujamra .... Rosa
- Irene Stefânia .... Carmo
- Vanessa Alves .... Aninha
- Ênio Gonçalves .... Henrique
- Emílio Di Biasi .... Carmona
- Ricardo Blat .... Afonso
- Carlos Koppa
- José de Abreu .... Soares
- Nicole Puzzi
- Lygia Reichenbach
- Eduardo Suplicy

## Principais prêmios
Kikito no Festival de Gramado (1987)
- Melhor filme
- Melhor atriz: Betty Faria (dividido com Marília Pêra por Anjos da Noite)
- Melhor atriz coadjuvante: Vanessa Alves[carece de fontes?]